# Saturació d'oxigen en sang

Corba de saturació de l'hemoglobina en funció de la pressió parcial de l'oxigen

El terme saturació d'oxigen és un cas particular de saturació (del lat. saturatio) que s'utilitza per indicar la quantitat (en %) d'oxigen en líquids corporals, generalment a la sang
En medicina, el terme saturació d'oxigen es fa servir habitualment per referir-se al nivell d'oxigenació de la sang. L'oxigenació es produeix quan les molècules d'oxigen (O₂) entren als teixits del cos. Per exemple, la sang s'oxigena als pulmons, on les molècules d'oxigen viatgen des de l'aire cap a la sang i es combinen amb l'hemoglobina formant l'oxihemoglobina, i es reparteixen per tot el cos.
La saturació d'oxigen a la sang, concretament la saturació arterial d'oxigen (SaO ₂), és un paràmetre important per avaluar la funció respiratòria. En molts casos, segons el quadre clínic, l'edat i la situació del pacient permet treure conclusions sobre la funció i l'activitat del pulmó.

## Saturació d'oxigen en sang
L'ús més corrent de la saturació en medicina és la mesura de la saturació d'oxigen a la sang (saturació d'oxigen a la sang arterial) mitjançant un aparell anomenat pulsioxímetre i així poder detectar, entre altres anomalies, una insuficiència respiratòria. És important, en particular, el seguiment del pacient durant l'anestèsia general en els procediments mèdics, o durant l'oxigenoteràpia en el cas d‟un estat greu del pacient. De fet, es mesura el percentatge d'oxigen vinculat amb l'hemoglobina de la sang (el contingut d'oxihemoglobina).
Els valors de saturació s'expressen amb l'abreviatura "S", afegint-hi el símbol químic de l'oxigen "O ₂ ".
A baixes pressions parcials d'oxigen, la majoria de l'hemoglobina és desoxigenada. Al voltant del 90% (el valor varia segons el context clínic), la saturació d'oxigen augmenta segons una corba de dissociació d'oxihemoglobina i s'aproxima al 100% a pressions parcials d'oxigen superiors als 10 kPa.

## Saturació d'oxigen i pressió parcial d'oxigen

Corba de l'oxigen vinculat

La corba mostra que el percentatge d'hemoglobina saturada d'oxigen està relacionada directament amb la pressió arterial parcial d'oxigen. Com més alta és la pressió parcial de l'oxigen (pO₂), més alta és la saturació d'oxigen a la sang. A causa de la dependència de l'afinitat de l'oxigen amb l'hemoglobina, que depèn del nombre de molècules d'O₂ ja vinculades (cooperativitat), aquesta relació no és lineal. La corba de l'oxigen vinculat mostra un pendent en forma de “S”.
Valors estàndard:
- pO₂ arterial:: 71 – 100 mm Hg; sO₂: 94 - 97 %
- pO₂ venosa mixta: pO₂: 36 – 44 mm Hg; sO₂: 65 - 82 %

## Mesura i abast de la saturació
La mesura de la saturació es fa amb el pulsioxímetre i es basa en el principi d'absorció d'una llum característica per l'oxihemoglobina. El valor de la saturació d'oxigen a la sang per als humans sans està en el rang de 95-99%. Per a les persones fumadores, aquests valors són una mica més baixos. Una saturació d'oxigen a la sang inferior al 90% implica una hipòxia que pot ser originada, entre altres causes, per una anèmia. Un dels símptomes d'una baixa saturació d'oxigen a la sang és la cianosi.

## Tipus
Els valors de saturació d'oxigen, en general, s'expressen amb l'abreviatura "S", afegint-hi el símbol químic de l'oxigen "O₂ ", amb un subíndex al mig: a, p, v, cv o ⊽ segons es tracti de saturació : arterial, perifèrica, venosa, venosa central o venosa mixta.
| sO2   | Saturació d'oxigen en general                                     |
| SaO2  | Saturació d'oxigen arterial (mesurada en mostra de sang arterial) |
| SpO₂  | Saturació d'oxigen capil·lar perifèrica (quasi-arterial)          |
| SvO₂  | Saturació d'oxigen venosa                                         |
| ScvO₂ | Saturació d'oxigen venosa central                                 |
| S⊽O₂  | Saturació d'oxigen venosa mixta                                   |